# ستيفانو بروسيدا
ستيفانو بروسيدا (بالإيطالية: Stefano Procida)‏ هو لاعب كرة قدم إيطالي في مركز الدفاع، ولد في 14 فبراير 1990. لعب مع نادي ألساندريا ونادي ترنانا ونادي نابولي.